# Bordfluganlage

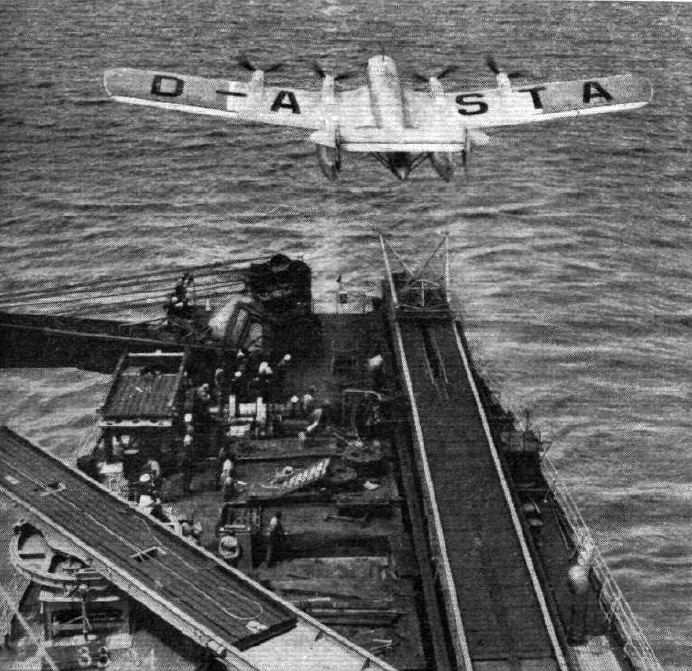
Die Blohm & Voss Ha 139 Nordstern verlässt die Friesenland 1938.

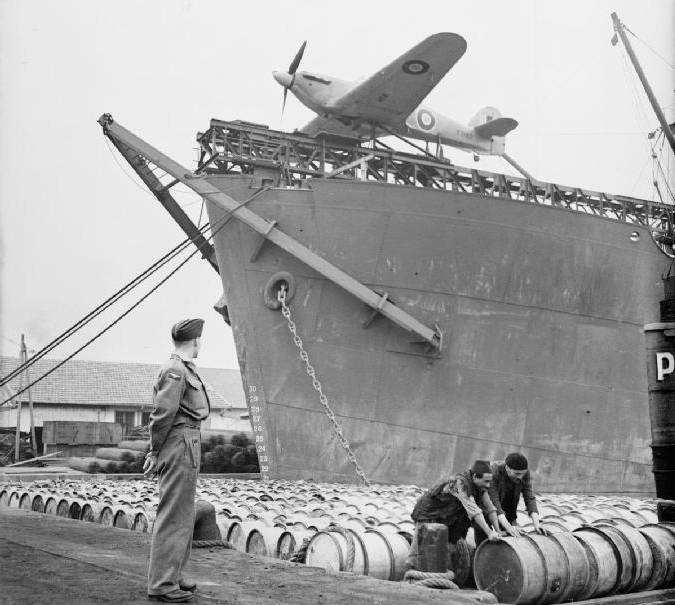
Eine Hawker Sea Hurricane auf dem Katapult eines CAM-Schiffes

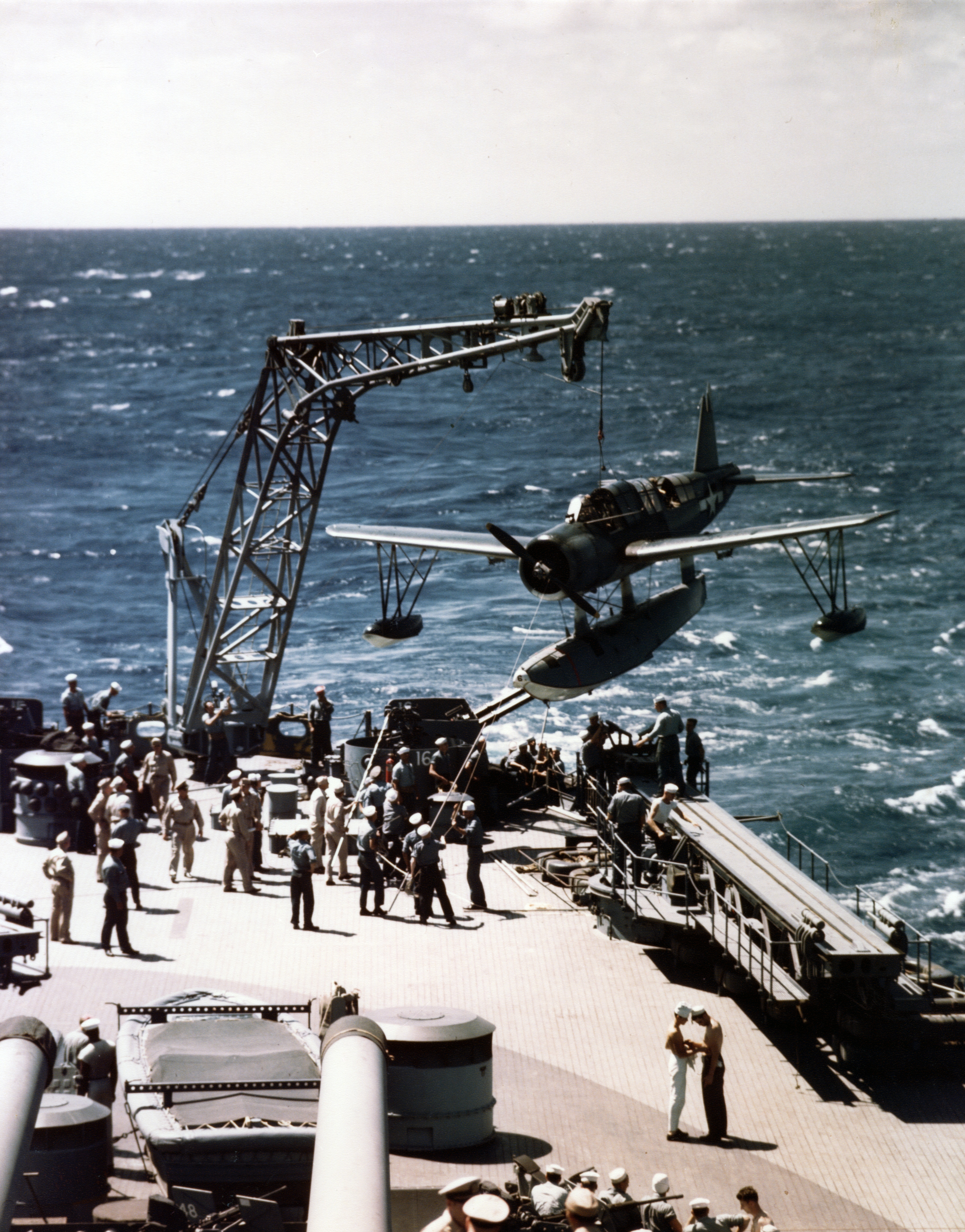
Bordfluganlage der Missouri (BB-63) mit Vought OS2U Kingfisher am Kran (um 1945)

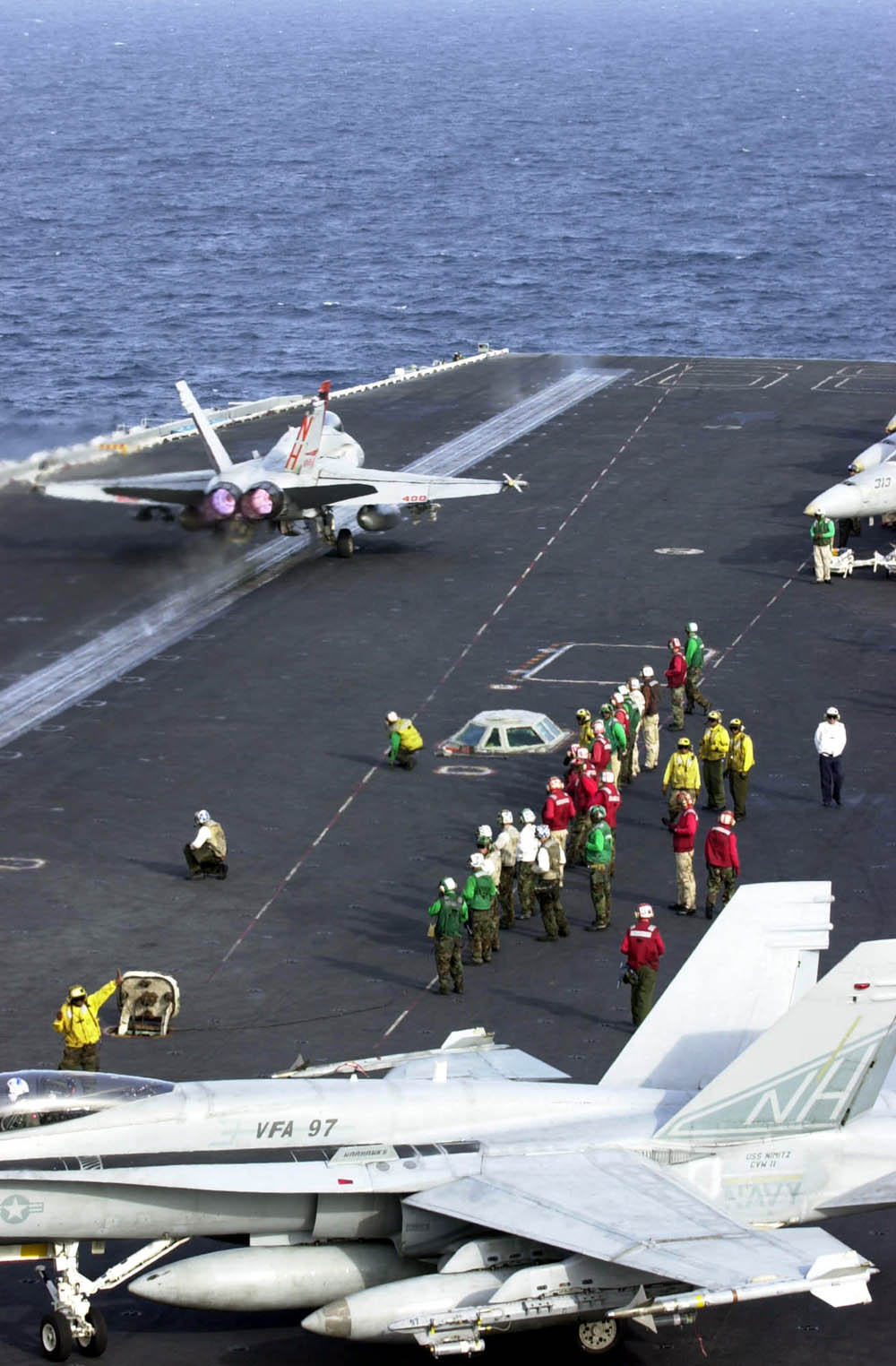
Moderne Bordfluganlage auf dem Vorschiff des US-Flugzeugträgers Nimitz (CVN 68)

Die Bordfluganlage ist eine vor allem auf Kriegsschiffen aber zum Teil auch auf Handelsschiffen seit den 1920er Jahren verwendete Einrichtung, um mit Hilfe eines mit Pressluft, Dampf, Raketenantrieb oder über Hydraulik betriebenen Katapults Propellerflugzeuge bzw. Wasserflugzeuge auf die nötige Geschwindigkeit zum Abheben zu beschleunigen, so dass diese auf offener See von Bord des Schiffes aus starten können. Auch die Systeme zur Startunterstützung auf vielen modernen Flugzeugträgern können zu den Bordfluganlagen gezählt werden, da konventionell startende Strahlflugzeuge ohne diese nicht in der Lage wären, von alleine die minimale Fluggeschwindigkeit zu erreichen, um sicher vom Träger abheben zu können.

## Geschichte

### Die Anfänge
Zu Ende des Ersten Weltkrieges wurde in Deutschland an einem Katapult für den Kurzstart eines Wasserflugzeuges gearbeitet aus dem in den 1920er Jahren Katapulte für den Schiffseinsatz entwickelt wurden. Zu dieser Zeit wurden auch in den USA, in England, Frankreich und Italien Katapulte für den Schiffseinsatz entwickelt.

### Zwischenkriegszeit
In der Zwischenkriegszeit wurden die entsprechenden Anlagen weiterentwickelt. Es entstanden vor allem auf deutscher Seite sogenannte Katapultschiffe für den transatlantischen Luftpostverkehr der Lufthansa. Dabei wurden die, von hydraulisch betriebenen Katapulten gestarteten, Flugzeuge immer größer, bis zur leichten viermotorigen Blohm & Voss Ha 139. In etwa zur gleichen Zeit wurden auch die ersten großen Schlachtschiffe und Schweren Kreuzer (später auch Leichte Kreuzer) mit Bordfluganlagen ausgestattet, mit denen sie im Bedarfsfalle Aufklärungsflugzeuge sowie in seltenen Fällen auch Jagdflugzeuge (z. B. bei der italienischen Littorio) gestartet werden konnten. Auf manchen Schiffen wurden Bordfluganlagen aus Platzmangel zum Teil auch über den schweren Geschütztürmen installiert. Eine besonders charakteristische Bordfluganlage besaßen die deutschen Schlachtschiffe der Bismarck-Klasse sowie die britische King-George-V-Klasse, welche etwa mittschiffs über die Breite angeordnet war. Auch auf den in den 1920er-Jahren entwickelten Seeflugzeugträgern wie der französischen Commandant Teste und der japanischen Chitose wurden Katapulte zum Start der Flugzeuge von Bord aus eingesetzt.

### Zweiter Weltkrieg
Ab dem Zweiten Weltkrieg wurden die Seeflugzeugträger zumeist nur noch als reine Transporter verwendet, die von Basen an den Küsten aus operierten und Wasserflugzeuge starteten, da die entsprechenden Flugoperationen aufgrund der im Gegensatz zu früher gesteigerten Geschwindigkeit der Schiffe in einem geschlossenen Flottenverband mit den Erfordernissen der schnell wechselnden Bedrohungslagen im modernen Seekrieg endgültig nicht mehr vereinbar waren. Die Bordfluganlagen auf Schlachtschiffen und Schweren Kreuzern erwiesen sich vor allem für Aufklärungszwecke als umso wichtiger. Allerdings waren schon vor dem Krieg die ersten wirklich brauchbaren Flugzeugträger mit einem Flugdeck entstanden, bei denen die Flugzeuge mit Radfahrwerk (Landflugzeuge) auch wieder an Bord landen konnten. Diese Schiffe besaßen zum Teil ein oder zwei mit Dampf betriebene Katapulte auf dem Flugdeck, die zwecks stärkerer Beschleunigung der Flugzeuge jedoch deutlich länger waren als die der bisher verwendeten Bauarten. Eine Besonderheit waren die britischen CAM-Schiffe, mit Katapulten ausgestattete Handelsschiffe, die so zu ihrer Verteidigung aus der Luft Jagdflugzeuge des Typs Hawker Sea Hurricane an Bord mitführten (ihre recht kurzen Katapulte besaßen einen Raketenantrieb, da die Beschleunigung sonst nicht ausgereicht hätte). Die umfangreichsten Bordfluganlagen besaßen die Schlachtschiffe (vor allem die Yamato-Klasse bzw. nach Umbau zu Hybridflugzeugträgern 1944 die beiden Einheiten der Ise-Klasse) und Schweren Kreuzer (Mogami nach Umbau 1943) der Kaiserlich Japanischen Marine, mit mehreren Katapulten am Heck und einem Schienensystem, mit dem die Flugzeuge an Deck bewegt werden konnten. Die Katapultschiffe verschwanden in diesem Konflikt dennoch nicht ganz; das Deutsche Reich setzte sie mangels eigener Flugzeugträger in begrenzter Zahl weiter ein und in der späteren Kriegsphase hatten diese für die japanischen Kamikaze-Einheiten noch einmal große Bedeutung.

### Nachkriegszeit bis heute
Mit der Einführung von Hubschraubern bei den Marinen in den frühen 1950er Jahren wurden die mit konventionellen Bordfluganlagen ausgestatteten Seeflugzeugträger überflüssig und ausgemustert. Auch bei den Kreuzern verschwanden diese Anlagen, wobei die Bordhubschrauber nach und nach auch auf kleineren Einheiten wie Zerstörer und Fregatten Einzug hielten.
Auch die meisten modernen Flugzeugträger besitzen gewissermaßen Bordfluganlagen, mit denen sie ihre Strahlflugzeuge mit Hilfe eines langen Dampf-Katapults in die Luft bringen, da diese nicht mehr konventionell (d. h. ohne Unterstützung) von Flugzeugdecks abheben können, weil die Rollgeschwindigkeit und der Fahrtüberschuss des Trägers nicht mehr ausreicht, um die minimale Fluggeschwindigkeit zu erreichen, welche die immer schwerer werdenden modernen Flugzeuge zum Auftrieb benötigten.

## Arten von Bordfluganlagen

### Allgemein
- Flugzeugkatapult

### Ältere Systeme
- Seeflugzeugträger
- Katapultschiff
- CAM-Schiff
- Hybridflugzeugträger
- Brodie-System

### Neuere Systeme
- Flugzeugträger
- CATOBAR